# بیمارستان سوسن
بیمارستان سوسن بیمارستانی سه طبقه و ۱۴۴ تختی در قصرشیرین بود. در آستانه افتتاح بیمارستان، جنگ عراق و ایران آغاز شد و پس از تصرف قصرشیرین توسط ارتش عراق در سال ۱۳۶۲، تخریب شد.

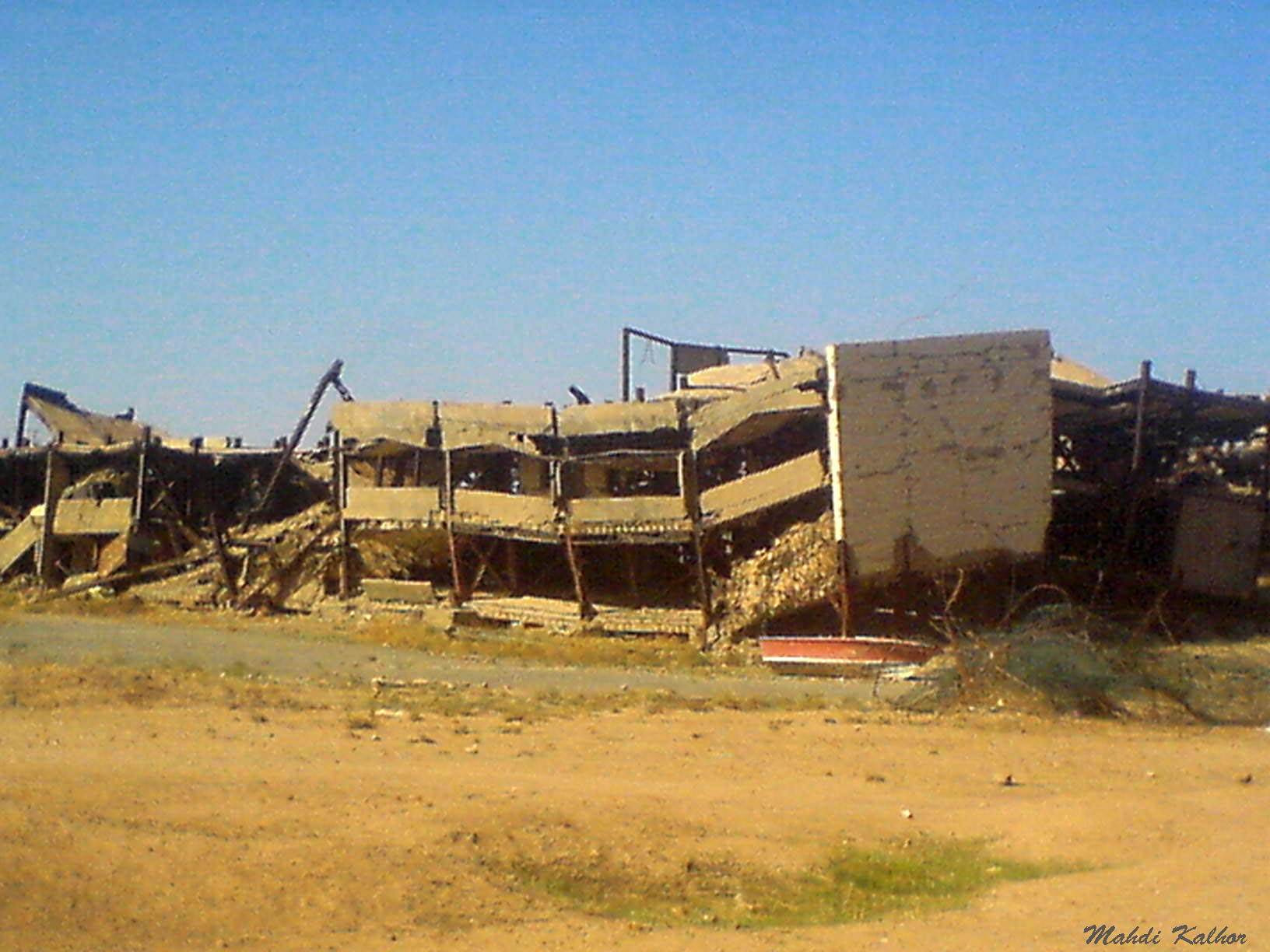
بقایای بیمارستان سوسن

این بیمارستان به مدت دو سال و نیم از آغاز جنگ (از ۳۱ شهریور ۱۳۵۹ تا اوایل سال ۱۳۶۲) در تصرف عراق بود. ارتش عراق پیش از عقب‌نشینی خود از قصرشیرین بیمارستان را تخریب کرد ولی بخشی از بنا باقی ماند.
بیمارستان سوسن در حاشیه غربی جاده قصرشیرین – خسروی و در ۳ کیلومتری جنوب آن قرار دارد. مساحت ساختمان بیمارستان حدود چهار هزار مترمربع است. طبقه اول کاملاً تخریب شده و دو طبقه دیگر که بخش‌های زیادی از آن ویران شده قابل رویت است. بنیاد حفظ آثار ارزش‌های دفاع مقدس استان کرمانشاه با همکاری مهندسین مشاور اقدام به حفظ و مقاوم‌سازی بنا کرده تا این مکان بخشی از تاریخ را برای بازدیدکنندگان به تصویر کشد.
بنیان‌گذار این بیمارستان، سوسن خواننده ایرانی بوده است.